# Vojtěch Krž

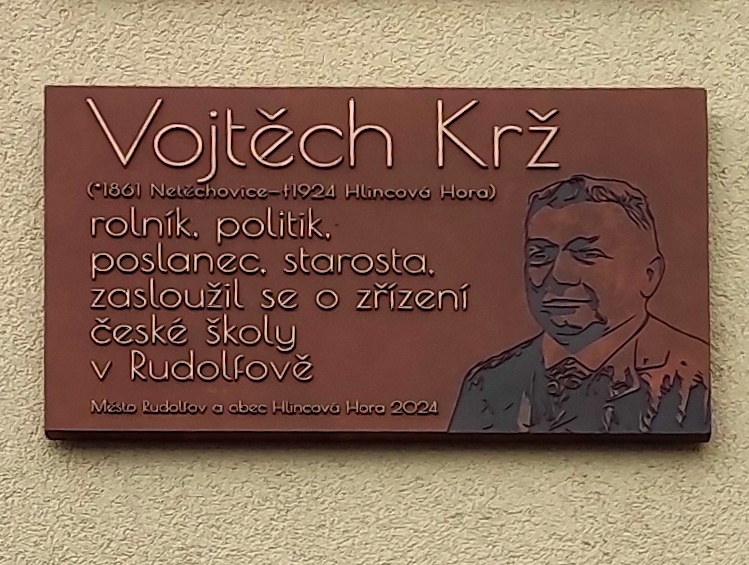
Pamětní deska umístěná na školní budově v Rudolfově

Vojtěch Krž (27. října 1861 Netěchovice – 25. února 1924 Hlincová Hora) byl rakouský a český rolník a politik, na počátku 20. století poslanec Českého zemského sněmu a Říšské rady. Zasloužil se mj. o zřízení české školy v Rudolfově.

## Biografie
Vychodil obecnou školu, působil jako rolník v rodné Hlincové Hoře. Po dobu čtvrtstoletí byl členem okresního výboru v Českých Budějovicích. Dlouhodobě zastával i funkci starosty Hlincové Hory. Po vzniku Československa pak coby první etnický Čech nastoupil do čela českobudějovického okresu.
Na počátku století se zapojil i do zemské a celostátní politiky. V volbách v roce 1908 byl zvolen do Českého zemského sněmu v kurii venkovských obcí, obvod Č. Budějovice, Lišov, Trhové Sviny, Hluboká, Týn n. Vltavou. Politicky se uvádí coby člen České agrární strany. Kvůli obstrukcím se ovšem sněm po roce 1908 fakticky nescházel.
Ve volbách roku 1911 se stal rovněž poslancem Říšské rady (celostátní zákonodárný sbor), za volební obvod Čechy 75. Ve vídeňském parlamentu usedl do Klubu českých agrárníků.
Zemřel v únoru 1924, v noci na úterý (úterý připadlo na 26. únor). Pohřben byl na hřbitově v Rudolfově.